# شارع عشرين (ليبيا)
شارع عشرين يمر في أحياء راس اعبيدة وحي الفاتح بمدينة بنغازي، ليبيا. عرف في الماضي باسم شارع السكة خلال عقد الخمسينيات نتيجة لمرور خط سكة القطار بهِ متجها نحو الأبيار والمرج وعرف أيضا باسم السنتر لأنهُ يتوسط المدينة ويجتذب كل سكانها للتسوق والتنزه.
ويعتبر من الشوارع التجارية في المدينة إذ تنتشر بهِ المحلات التجارية كما يشهد ازدحاما في فترات مختلفة من السنة وخاصة في فترة شهر رمضان وما قبل الأعياد.